# Рэдой, Мирел
Мирел Матей Рэдой (рум. Mirel Matei Rădoi; род. 22 марта 1981, Дробета-Турну-Северин) — румынский футболист и тренер. Участник чемпионата Европы 2008 в составе сборной Румынии.

## Карьера
С 1999 года выступал за клуб «Стяуа» (Бухарест). С 2000 по 2010 год играл за сборную Румынии. В январе 2009 года подписал трёхлетний контракт с саудовским клубом «Аль-Хиляль». Дебютировал за клуб в матче против клуба «Аль-Насср» (2:0). В июне 2011 года перешёл в «Аль-Айн».
1 июня 2015 года был назначен главным тренером «Стяуа».
В 2019 году был назначен главным тренером сборной Румынии.

## Достижения
- Чемпион Румынии (3): 2000/01, 2004/05, 2005/06
- Обладатель Суперкубка Румынии (2): 2001, 2006
- Обладатель Кубка наследного принца Саудовской Аравии: 2008/09